# A lengyel spicli
A lengyel spicli (eredeti cím: The Informer) 2019-ben bemutatott brit bűnügyi-thriller Andrea Di Stefano rendezésében. A forgatókönyv Roslund & Hellström Három másodperc című regénye alapján készült. A főszereplők Joel Kinnaman, Rosamund Pike, Common, Ana de Armas és Clive Owen.
Az Egyesült Királyságban 2019. augusztus 30-án mutatta be a Warner Bros. Pictures és 2020. november 6-án korlátozott kiadást kapott az Amerikai Egyesült Államokban. Magyarországon DVD-n jelent meg szinkronizálva 2020 november közepén.

## Cselekmény
Az egykori elítélt bűnöző, Pete Koslow (Joel Kinnaman) immáron az FBI informátoraként dolgozik, titokban be kell mennie az állami börtönbe, hogy megtudja, talál-e bizonyítékot fentanilkereskedelemről. Ha talál bizonyítékot ez ügyben, megígérik neki, szabad ember lesz. Pete felesége, Sofia (Ana de Armas) azonban attól tart, ha visszamegy a börtönbe, soha nem fog kijönni.
Eközben Edward rendőrnyomozó (Common) egy nemrég elhunyt férfi halálát vizsgálja. Montgomery FBI-ügynök (Clive Owen) aggódni kezd, mert fény derülhet arra, hogy az FBI informátora jelen volt a gyilkosságnál, ezért elrendeli Pete megölését a börtönben, kollégája, Wilcox ügynök (Rosamund Pike) tanácsára, aki Pete szabadságát megígérte. Azonban a dolgok balul sülnek el, és semmi nem úgy alakul, ahogy azt tervezték.

## Szereplők
| Szerep               | Színész               | Magyar hang         |
| -------------------- | --------------------- | ------------------- |
| Pete Koslow          | Joel Kinnaman         | Fehér Tibor         |
| Erica Wilcox         | Rosamund Pike         | Horváth Lili        |
| Montgomery           | Clive Owen            | László Zsolt        |
| Edward Grens         | Common                | Barabás Kiss Zoltán |
| Sofia Hoffman        | Ana de Armas          | Csifó Dorina        |
| Ryszard Klimek       | Eugene Lipinski       | Csuha Lajos         |
| Beata Klimek         | Joanna Kaczyńska      | Bartsch Kata        |
| Ryszard Klimek       | Edwin de la Renta     | Penke Bence         |
| Slewitt              | Sam Spruell           | Varga Rókus         |
| Andrzej Dziedzic     | Aylam Orian           |                     |
| Anna Koslow          | Karma Meyer           | Nagy Zselyke        |
| Staszek Cusik        | Mateusz Kościukiewicz | Baráth István       |
| Franklin rendőrtiszt | Peter Parker Mensah   |                     |
| Daniel Gomez         | Arturo Castro         | Molnár Levente      |
| Vermin               | Abdul-Ahad Patel      |                     |

## Gyártás
A Három másodperc című film adaptációját a 2017-es Cannes-i Filmfesztiválon jelentették be. A film forgatása a Pinewood Studiosban (Egyesült Királyság), az Iver Heath-ben (Egyesült Királyság), a Gloucester-i börtönben (Egyesült Királyság) és Brooklynban (New York, USA) zajlott 2017-ben.